# Logische Formel
Der Ausdruck logische Formel bezeichnet einen logisch sinnvollen Ausdruck, so z. B. die formalisierte Darstellung einer Aussage in der Logik, allgemein die Darstellung „logischer Formen mittels bestimmter Zeichensysteme“. Abweichend findet sich bei Hans Reichenbach auch ‚logische Formel‘ als Kurzform für ‚logisch wahre Formel‘, also eine notwendig wahre Formel, deren Wahrheit nicht von der Interpretation der nicht-logischen Konstanten abhängig ist (siehe auch Tautologie (Logik)). Eine logische Formel, die keine syntaktischen Fehler aufweist und der durch eine Belegung der nicht-logischen Konstanten ein spezifischer Wahrheitswert zugewiesen werden kann, heißt auch „wohlgeformte Formel“ (engl. ‚well formed formula‘).
Logische Formeln lassen sich in die der Aussagenlogik (aussagenlogische Formel) und die der Prädikatenlogik (prädikatenlogische Formel) einteilen. Nach Typ der Aussage werden einfache (auch: atomare, elementare) Formeln von zusammengesetzten Formeln unterschieden. Nicht-atomare Formeln zeichnen sich dadurch aus, dass sie in Teilausdrücke zerlegt werden können und dass der Wahrheitswert der Gesamtformel von den Werten der Teilformeln funktional abhängig ist. In der Prädikatenlogik lassen sich nach Willard Van Orman Quine zusätzlich offene und geschlossene Formeln unterscheiden. Die offenen Formeln enthalten ungebundene, also freie Variablen.